# Szabács ostroma (1521)
Szabács ostroma 1521. június 20-ától július 7-éig tartott. A vár ostromát a ruméliai török sereg, Ahmed pasa vezetésével kezdte meg. Öt nappal később az anatóliai had Nándorfehérvár vívásába fogott bele, ami kereken két hónapig tartott. Jóllehet mindkét vár elesett, de ellenállásukkal meggátolták, hogy a szultán még ebben az évben behatoljon Magyarország törzs területeire. Mindent összevetve a délvidéki végvárak ellenállása mégis hiábavaló volt, mert a magyar mezei hadak nem állhattak össze, hogy nyílt csatában megállítsák az előretörő oszmán hadakat.

## Előzmények
Szabács a Szerémség egyik legfontosabb vára volt, amely 1492-ben visszavert már egy török ostromot. Kinizsi Pálnak köszönhetően Mátyás király halála után is négy évig még sikerrel védték a déli végeket az ellenséges támadásoktól. Kinizsi halálát követően már egyre nehezebb volt a végvárakat fenntartani, mert az előkelők elkótyavetyélték az állampénzeket, melyeket a védekezésre kellett volna fordítani. Csökkent a várak őrsége, elavult a fegyverzet, a falak tönkrementek és még a török portyákat sem tudták visszaverni. Az évek múlásával rendkívüli módon aggasztóvá vált a helyzet, mert az Oszmán Birodalomnak akkora katonai többlete volt, hogy egyenként blokád alá vonhatta az erősségeket, amiket a magyar hadsereg képtelen lett volna mind felmenteni.
1521-ben I. (Nagy) Szulejmán az európai és ázsiai török erőkkel indult Magyarország ellen, egyelőre csak a főbb erősségeket, köztük Nándorfehérvárt meghódítani, de hosszabb távon gondolkodott azon, hogy átgázolva a Magyar Királyságon a Nyugat felé veszi útját.
A szultán seregét kétfelé osztotta. Az anatóliai hadak Nándorfehérvárt, a ruméliaiak Szabácsot indultak elfoglalni.

## A szembenálló erők
Szabácsban néhány száz vitéz (magyarok, ill. szerbek) sáncolták el magukat, míg Ahmed pasa sereg körülbelül 25 ezer főt tehetett ki. A ruméliai török hadsereg közel felét valószínűleg nem is török nemzetiségűek alkották. Egy részét a boszniai hadak alkották, akiknek javarésze muszlim szláv (bosnyákok) volt, s nagyszámban szolgáltak vitézként szerbek is, azonkívül a szintén moszlim albánok. A tábori szolganép között, amely nem vett részt a harcokban, volt jelen leginkább a balkáni hódoltságok lakossága, köztük bolgárok, görögök, románok és még horvátok is, főleg Bosznia területéről.

## Az ostrom
A várat védő Logodi Simon és Torma András (vagy Endre) eltökélték, hogy kitartanak a végsőkig és erre feleskették ünnepélyesen a várat védő katonákat is.
Ahmed pasa amint körbevette a várat, nyomban megkezdte az ostromot. A vár külső részei néhány nap alatt a kezébe kerültek, s a várvédők a belsővárba szorultak be. További véres küzdelmek során a vár katonasága hatvan főre csökkent és elfogyott a lőpora, ami miatt nem használhatták a tűzfegyvereket. Bár lehetett volna lehetőségük, hogy a Száván át elmeneküljenek, de Logodiék inkább a halált választották. Július 7-én megkezdődött az utolsó általános roham. A maradék hatvan magyar és rác vitéz a város piacterére gyűlt össze, hogy ott vívja meg utolsó csatáját az ellenséggel. A kegyetlen öldöklésben mindannyian hősi halált haltak. Szulejmán az utolsó pillanatban érkezett a vár alá, aminek elestét még láthatta, de arról is saját szemével meggyőződhetett, hogy a ruméliai sereg jelentős veszteséget könyvelhetett el a város ostromával. Szabácsot a harc során szinte teljesen szétlőtték, de a török rövidesen helyreállította és megerősítette.

## További események
Ahmed pasa Szabács bevétele után csatlakozott a Nándorfehérvárt ostromló hadhoz. A kulcsfontosságú erősség ostroma még több mint egy hónapig tartott és a török haderő itt is jelentős veszteségeket könyvelhetett el. Az ugyancsak fontos Zimonyt kilencnapos ostrom után vette be a szultán. Szeptemberre a török könnyűlovasság végigpusztította a Szerémséget, amelyből jelentős területet hódoltattak.
A szultán visszavonulása után egyik magyar sereg sem tett kísérletet a várak visszafoglalására, többek közt azért, mert Mohácsnál járvány ütötte fel a fejét, ami miatt a királyi hadat fel kellett oszlatni.